# Resolució 2225 del Consell de Seguretat de les Nacions Unides
La Resolució 2225 del Consell de Seguretat de les Nacions Unides fou adoptada per unanimitat el 18 de juny de 2015. El Consell demana al Secretari General que tingui en compte el segrest dels nens en les seves observacions sobre grups armats que violaven els drets humans.

## Contingut
Malgrat totes les resolucions anteriors, els grups armats continuaven violant els drets dels infants amb impunitat. Els nens eren assassinats o mutilats, violats, maltractats o usats com a nens soldats. Les escoles i els hospitals eren atacats o usats amb finalitats militars, contrària als Convenis de Ginebra.
El secretari general Ban Ki-moon informava anualment al Consell de Seguretat sobre els nens en conflictes armats. Segons el seu informe sobre 2014, més i més nens eren segrestats per grups armats. Aquests segrestos també eren usats cada vegada més com a tàctica per terroritzar un grup de població determinat.
A Iraq i Síria, per exemple, més d'un milers de nens i nenes van ser segrestats per Estat Islàmic, qui entre altres coses havia abusat de les nenes iazidis de l'Iraq com a esclaves sexuals. A Nigèria, Boko Haram havia segrestat centenars d'escolars, el que havien provocat indignació arreu del món.
L'informe també enumerava les organitzacions armades que eren culpables dels delictes contra els infants esmentats anteriorment. La llista de 2014 incloïa 58 grups implicats en 23 conflictes. El Consell de Seguretat també va demanar al Secretari General que tingués en compte el segrest de nens en elaborar aquesta llista.